# امیر رحمانی
امیر رحمانی (انگلیسی: Amir Rrahmani؛ زادهٔ ۲۴ فوریهٔ ۱۹۹۴) بازیکن فوتبال اهل کوزوو است که برای باشگاه فوتبال ناپولی بازی می‌کند. 
از باشگاه‌هایی که در آن بازی کرده است می‌توان به باشگاه فوتبال لوکوموتیو زاگرب، باشگاه فوتبال پارتیزانی تیرانا، باشگاه فوتبال ناپولی، باشگاه فوتبال هلاس ورونا، باشگاه فوتبال دینامو زاگرب، و باشگاه فوتبال اسپلیت اشاره کرد.
وی همچنین در تیم‌های ملی فوتبال زیر ۲۱ سال آلبانی، بزرگسالان آلبانی و بزرگسالان کوزوو بازی کرده است. 